# Perfect Symmetry (album)
Perfect Symmetry is het derde studioalbum van de Britse band Keane. Het album kwam uit op 10 oktober 2008. Het album zal de lijn van de vorige twee albums, Hopes and Fears en Under the Iron Sea, niet voortzetten.
De opnamen begonnen in januari 2008 en eindigden op 7 juli van dat jaar.
Perfect Symmetry was vanaf 10 oktober 2008 te koop in Nederland, maar was voor die tijd al op internet te horen.
Deze derde Keane-plaat werd opgenomen op diverse locaties, waaronder Berlijn, Parijs, Londen, het Engelse platteland en Los Angeles, met elektromuzikant Stuart Price (Les Rhytmes Digitales, Zoot Woman) als producer, die ook werkte met Madonna en The Killers. Zijn invloeden zijn vermengd met de gevoelige popmelodieën van songschrijver en pianist Tim Rice-Oxley. Dit zou een iets andere muzikale richting moeten opleveren.
In juli 2009 maakte de bandleden bekend dat ze in april van dat jaar nummers hadden opgenomen met verschillende artiesten, zoals K'naan en Kanye West. Op dat moment wisten ze nog niet zeker of ze echt wat gingen doen met die nummers. Eind november 2009 kondigde de band aan dat de nummers uitgebracht zouden worden als ep op 10 mei 2010 en dat de ep Night Train zal gaan heten. De naam van het album komt van het favoriete reismiddel van de bandleden tijdens de Perfect Symmetry-tour. Naast deze ep is ook nog een vierde studioalbum in de maak, waaraan Keane al begonnen is met schrijven. De opnamen van dit vierde album gaan waarschijnlijk in januari 2010 beginnen. Het album moet dan in het najaar van 2010 zijn release krijgen.

## Tracklisting
Op 17 augustus 2008 werden de nummers van het album bekendgemaakt op de officiële website van Keane.
1. "Spiralling"
2. "The Lovers Are Losing"
3. "Better Than This"
4. "You Haven't Told Me Anything"
5. "Perfect Symmetry"
6. "You Don't See Me"
7. "Again And Again"
8. "Playing Along"
9. "Pretend That You're Alone"
10. "Black Burning Heart"
11. "Love Is The End"

## Hitnotering
| Perfect Symmetry in de Nederlandse Album Top 100 - binnen: 18 oktober 2008 | Perfect Symmetry in de Nederlandse Album Top 100 - binnen: 18 oktober 2008 | Perfect Symmetry in de Nederlandse Album Top 100 - binnen: 18 oktober 2008 | Perfect Symmetry in de Nederlandse Album Top 100 - binnen: 18 oktober 2008 | Perfect Symmetry in de Nederlandse Album Top 100 - binnen: 18 oktober 2008 | Perfect Symmetry in de Nederlandse Album Top 100 - binnen: 18 oktober 2008 | Perfect Symmetry in de Nederlandse Album Top 100 - binnen: 18 oktober 2008 | Perfect Symmetry in de Nederlandse Album Top 100 - binnen: 18 oktober 2008 | Perfect Symmetry in de Nederlandse Album Top 100 - binnen: 18 oktober 2008 | Perfect Symmetry in de Nederlandse Album Top 100 - binnen: 18 oktober 2008 | Perfect Symmetry in de Nederlandse Album Top 100 - binnen: 18 oktober 2008 | Perfect Symmetry in de Nederlandse Album Top 100 - binnen: 18 oktober 2008 | Perfect Symmetry in de Nederlandse Album Top 100 - binnen: 18 oktober 2008 | Perfect Symmetry in de Nederlandse Album Top 100 - binnen: 18 oktober 2008 | Perfect Symmetry in de Nederlandse Album Top 100 - binnen: 18 oktober 2008 | Perfect Symmetry in de Nederlandse Album Top 100 - binnen: 18 oktober 2008 | Perfect Symmetry in de Nederlandse Album Top 100 - binnen: 18 oktober 2008 | Perfect Symmetry in de Nederlandse Album Top 100 - binnen: 18 oktober 2008 | Perfect Symmetry in de Nederlandse Album Top 100 - binnen: 18 oktober 2008 | Perfect Symmetry in de Nederlandse Album Top 100 - binnen: 18 oktober 2008 | Perfect Symmetry in de Nederlandse Album Top 100 - binnen: 18 oktober 2008 | Perfect Symmetry in de Nederlandse Album Top 100 - binnen: 18 oktober 2008 | Perfect Symmetry in de Nederlandse Album Top 100 - binnen: 18 oktober 2008 | Perfect Symmetry in de Nederlandse Album Top 100 - binnen: 18 oktober 2008 | Perfect Symmetry in de Nederlandse Album Top 100 - binnen: 18 oktober 2008 | Perfect Symmetry in de Nederlandse Album Top 100 - binnen: 18 oktober 2008 | Perfect Symmetry in de Nederlandse Album Top 100 - binnen: 18 oktober 2008 | Perfect Symmetry in de Nederlandse Album Top 100 - binnen: 18 oktober 2008 | Perfect Symmetry in de Nederlandse Album Top 100 - binnen: 18 oktober 2008 |
| Week                                                                       | 01                                                                         | 02                                                                         | 03                                                                         | 04                                                                         | 05                                                                         | 06                                                                         | 07                                                                         | 08                                                                         | 09                                                                         | 10                                                                         | 11                                                                         | 12                                                                         | 13                                                                         | 14                                                                         | 15                                                                         | 16                                                                         | 17                                                                         | 18                                                                         | 19                                                                         | 20                                                                         | 21                                                                         |                                                                            | 22                                                                         | 23                                                                         | 24                                                                         | 25                                                                         | 26                                                                         |                                                                            |
| -------------------------------------------------------------------------- | -------------------------------------------------------------------------- | -------------------------------------------------------------------------- | -------------------------------------------------------------------------- | -------------------------------------------------------------------------- | -------------------------------------------------------------------------- | -------------------------------------------------------------------------- | -------------------------------------------------------------------------- | -------------------------------------------------------------------------- | -------------------------------------------------------------------------- | -------------------------------------------------------------------------- | -------------------------------------------------------------------------- | -------------------------------------------------------------------------- | -------------------------------------------------------------------------- | -------------------------------------------------------------------------- | -------------------------------------------------------------------------- | -------------------------------------------------------------------------- | -------------------------------------------------------------------------- | -------------------------------------------------------------------------- | -------------------------------------------------------------------------- | -------------------------------------------------------------------------- | -------------------------------------------------------------------------- | -------------------------------------------------------------------------- | -------------------------------------------------------------------------- | -------------------------------------------------------------------------- | -------------------------------------------------------------------------- | -------------------------------------------------------------------------- | -------------------------------------------------------------------------- | -------------------------------------------------------------------------- |
| Nummer                                                                     | 3                                                                          | 8                                                                          | 12                                                                         | 17                                                                         | 35                                                                         | 44                                                                         | 50                                                                         | 54                                                                         | 60                                                                         | 54                                                                         | 51                                                                         | 52                                                                         | 64                                                                         | 76                                                                         | 80                                                                         | 81                                                                         | 82                                                                         | 88                                                                         | 75                                                                         | 95                                                                         | 89                                                                         | uit                                                                        | 63                                                                         | 87                                                                         | 85                                                                         | 79                                                                         | 64                                                                         | uit                                                                        |